# Кестен (коммуна)
Кестен (нем. Kesten) — община в Германии, в земле Рейнланд-Пфальц. 
Входит в состав района Бернкастель-Витлих. Подчиняется управлению Бернкастель-Кюс.  Население составляет 357 человек (на 31 декабря 2010 года). Занимает площадь 3,80 км².